# PIK Vrbovec
PIK Vrbovec plus d.o.o. hrvatsko je društvo ograničene odgovornosti iz Vrbovca koje se bavi proizvodnjom, prodajom i distribucijom svježeg crvenog mesa i mesnih prerađevina. Danas PIK u Hrvatskoj zadovoljava gotovo 40% tržišta crvenog mesa i mesnih prerađevina, što ga čini liderom u svim kategorijama koje proizvodi: svježe meso, šunke, trajne salame, parizeri od crvenog mesa, mortadele, kobasice za kuhanje i pečenje te naresci. PIK je tvrtka koja postavlja trendove u mesnoj industriji, a osluškujući potrebe tržišta, svojim potrošačima uvijek nudi nešto inovativno, moderno i primamljivo. 

## Povijest
Društvo je nastalo 1961. godine na temeljima mesne industrije u vlasništvu Đure Predovića, osnovane još 1938. godine. Prigorski kraj u kojem se nalazi PIK Vrbovec tradicionalno je poznat po uzgoju stoke, posebice svinja, što je predstavljalo dobru polaznu osnovu za ovakvu vrstu industrije. U PIK Vrbovcu dugi su se niz godina proizvodili i razvijali kvalitetni mesni proizvodi pod brandom PIK, koji su svoje potrošače nalazili u Hrvatskoj, regiji, Europi i Americi.
Od 2005. godine PIK Vrbovec ulazi u sastav koncerna Agrokor te otada počinje vrlo snažan razvoj tvrtke te svake godine bilježi rekorde u količini proizvoda. Nakon što je PIK 2019. postao dio Fortenova grupe, nastavljaju se značajna ulaganja zahvaljujući kojima PIK Vrbovec učvršćuje vodeći položaj u mesnoj industriji u Hrvatskoj i regiji.
Od 2005. godine komptvrtka je dobila mogućnost za razvoj velikih investicijskih projekata koji su joj osigurali vodeću poziciju na tržištu. Ukupan iznos investicija u PIK Vrbovcu od 2005. do danas iznosi preko 1,2 milijarde kuna. Investicije su najviše usmjerene prema povećanju kapaciteta proizvodnje kako bi se pratio planirani rast prodaje. Najvažnije investicije u posljednjih 15 godina su rasjekavaonica i pakirnica svježeg mesa, hladnjača za duboko smrzavanje, skladište svježeg mesa, tvornica trajnih kobasica, pogon za narezivanje i pakiranje, skladište gotove robe te investicije u tehnološku opremu, infrastrukturu i očuvanje okoliša.

### Proizvodi
PIK Vrbovec dugi niz godina razvija vrhunske proizvode i brandove koji su našli put do potrošača koji danas, svojim izborom, PIK brend drže na poziciji broj 1. PIK je lider u svim kategorijama koje proizvodi: naresci, šunke, trajne salame, parizeri od crvenog mesa, mortadele te kobasice za kuhanje i pečenje.
PIK šunke su među potrošačima najprepoznatljiviji brend, parizer PIKO omiljen je kod svih generacija, a Panona najpoznatija trajna kobasica. Širok asortiman i provjerena kvaliteta čine PIK proizvode najboljim izborom i zalogajem za sve prilike.
Provjerena kvaliteta PIK svježeg pakiranog mesa leži u 100 posto hrvatskom podrijetlu, uzgoju i preradi. PIK surađuje s preko 100 domaćih farmi na područjima Slavonije, Baranje i središnje Hrvatske, a životinje se kroz ciklus uzgoja hrane isključivo odabranom domaćom stočnom hranom. Pouzdanost i kvaliteta svih PIK-ovih proizvoda rezultat su dugogodišnje tradicije i iskustva vrsnih majstora, koji svoje umijeće i ljubav prema svom poslu već više od osamdeset godina ugrađuju u proizvode PIK Vrbovca.
PIK Vrbovec je bila prva mesna industrija koja je prepoznala važnost projekta „Meso hrvatskih farmi“ i potpisala Ugovor o dobrovoljnom označavanju svježeg svinjskog pakiranog mesa s Hrvatskom poljoprivrednom agencijom.
PIK-u je u Hrvatskoj izuzetno važan rad udruge Baby beef koja okuplja proizvođače tovne junadi, a to su dosadašnjom uspješnom suradnjom i pokazali. PIK Vrbovec otkupljuje juneće meso sa 60 hrvatskih farmi od svih velikih dobavljača. Riječ je o 45.000 grla godišnje što prelazi 40% ukupne junetine u Hrvatskoj.
Razvoj proizvoda
PIK kontinuirano radi na unapređenju postojećeg asortimana i stvaranju novih proizvoda.
Projektom „Manje je više“, PIK Vrbovec je među prvima u Europi, tržištu ponudio proizvode bez pojačivača okusa, bez umjetnih bojila, bez glutena i bez soje. Ovim je projektom obuhvaćeno više od 90 proizvoda iz cjelokupnog asortimana PIK mesnih prerađevina.
Vodeći se smjernicama Svjetske zdravstvene organizacije, ali i slijedeći strategiju Republike Hrvatske o smanjenju prekomjernog unosa kuhinjske soli, PIK Vrbovec prvi je u Hrvatskoj predstavio cijeli asortiman mesnih proizvoda koji od sada sadrže 25% manje soli, a istog su prepoznatljivog okusa i vrhunske kvalitete. Projekt Manje je više, osvojio je nagradu European Business Award za najbolji projekt u kategoriji Orijentiranost na potrošače.
Planet of Plants
Planet of plants prva je hrvatska plant based linija proizvoda koja se može pronaći na policama trgovina. Riječ je o inovativnoj liniji proizvoda koji su 100 posto biljnog podrijetla, a zajednički su ih razvili i proizveli Zvijezda i PIK Vrbovec, dvije perjanice Fortenova grupe. Proizvodi su 100 posto biljnog podrijetla, a ne sadržavaju jaja, gluten i soju zbog čega su pogodni i za vegane i vegetarijance kao i za fleksitarijance. Inovativna linija Planet of plants sadrži burger, salamu, ulje, majonezu, umak, namaz, kockicu, okruglice i mljeveno.

#### Mesne prerađevine
- šunke
- mortadela
- PIKO parizer
- hrenovke
- trajne kobasice
- suhomesnati trajni proizvodi
- kobasice za kuhanje i pečenje
- polutrajni suhomesnati proizvodi
- polutrajne kobasice
- "Sljeme"

#### Svježe meso
- svinjetina
- junetina
- teletina
- janjetina

Planet of plants
- burger
- salama
- ulje
- majoneza
- umak
- namaz
- kockicu
- okruglice
- mljeveno

Značaj izvoza u poslovanju
Posljednjih nekoliko godina poslovanje PIK-a sve je više usmjereno na izvoz. PIK tako svoje proizvode izvozi u preko 30 zemalja. Implementacija HACCP-a omogućila je plasman proizvoda na najzahtjevnija tržišta SAD-a, Kanade, Europe i Rusije, što potvrđuje dugogodišnji izvozni broj HR 10. PIK Vrbovec također izvozi svoje proizvode u preko 15 zemalja EU poput Slovenije, Njemačke, Austrije, Švedske, Poljske, Rumunjske, Mađarske i mnoge druge.
Izvoz junetine iz PIK-a na vrlo zahtjevno talijansko tržište datira još od 60-ih godina prošlog stoljeća. Proizvodi koje izvoze uglavnom su od mesa junica. Manje količine mesa završavaju u restoranima, a ostalo u maloprodaji.
Nakon što je ispunio iznimno stroge japanske kriterije obrade i proizvodnje junećeg mesa, PIK Vrbovec prva je hrvatska mesna industrija koja od siječnja 2022. godine svoje meso izvozi i u Japan. I to za HoReCa kanal, odnosno za vrhunske japanske restorane.

### Sljedivost
Sljedivost je mogućnost utvrđivanja porijekla svake sirovine od uzgoja do finalne proizvodnje. Cijeli proces započinje uzgojem hrane za životinje, preko životinja koje se koriste za proizvodnju hrane ili tvari koja je namijenjena ugrađivanju ili se očekuje da će biti ugrađena u hranu ili hranu za životinje, a tijekom svih faza proizvodnje, prerade i distribucije.

### Certifikati
- HACCP (Hazard Analysis Critical Control Points)
- ISO 14001:2015;
- ISO 9001:2015;
- ISO 45001:2018
- ISO 50001:2018
- IFS food
- IFS Logistics
- izvorni broj HR 10 (nadzor europske i američke inspekcije)
- kontrola ovlaštene i službene inspekcije
- vlastiti laboratorij (mikrobiološki i kemijiski)
- procesna kontrola (inputa,procesa i outputa)
- sljedivost ("od polja do stola")

## Vanjske poveznice
- PIK Vrbovec web stranice